# ГЕС-ГАЕС Гіхо-де-Гранаділья
ГЕС-ГАЕС Гіхо-де-Гранаділья (ісп. Guijo de Granadilla) — гідроелектростанція у центральній частині Іспанії. Розташована між ГЕС Габр'єль-І-Галан (вище за течією) та ГЕС Вальдебіоспо, входить до каскаду на річці Алагон (права притока найбільшої річки Піренейського піострова Тахо, що впадає в Атлантичний океан вже на території Португалії біля Лісабона).
Для роботи станції річку перекрили арковою греблею висотою 52 метри та довжиною 210 метрів, на спорудження якої пішло 95 тис. м3 матеріалу. Вона утримує водосховище з площею поверхні 1,24 км2 та об'ємом 13 млн м3.
Розташований біля греблі машинний зал обладнано двома гідроагрегатами загальною потужністю 53 МВт у турбінному та 52 МВт у насосному режимах, які працюють при напорі у 25 метрів.
Зв'язок з енергосистемою відбувається по ЛЕП, що працює під напругою 220 кВ.